# Conocara bertelseni
Conocara bertelseni är en fiskart som beskrevs av Sazonov 2002. Conocara bertelseni ingår i släktet Conocara och familjen Alepocephalidae. Inga underarter finns listade i Catalogue of Life.